# Aphelinus takecallis
Aphelinus takecallis is een vliesvleugelig insect uit de familie Aphelinidae. De wetenschappelijke naam is voor het eerst geldig gepubliceerd in 2005 door Li.